# A kacsás nyakkendő (Így jártam anyátokkal)
A kacsás nyakkendő az Így jártam anyátokkal című televízió-sorozat hetedik évadának harmadik epizódja. Eredetileg 2011. szeptember 26-án vetítették, míg Magyarországon 2012. október 17-én.
Ebben az epizódban Ted megpróbálja jóvátenni, hogy olyan csúnyán szakított Victoriával évekkel korábban. Marshall és Lily fogadást kötnek Barneyval, a tét pedig nem más, mint egy kacsás nyakkendő viselése.

## Cselekmény
Marshall szerez valahonnét egy kék nyakkendőt, amin sárga kacsák láthatóak, és ami Barney szerint visszataszító. Most, hogy Lily terhes lett, megnőttek a mellei, és Barney mindenáron látni szeretné azokat, amit persze ellenez. A társaság eldönti, hogy a Shinjitsu nevű teppanjaki étterembe mennek, amit Barney szintén ki nem állhat, direkt az ő bosszúságára. Azt állítja, hogy bármit csinál az ottani séf, azt ő bármikor le tudja utánozni. Marshall ezen felbátorodva ráveszi Barneyt, hogy fogadjon el egy kihívást: ha megcsinálja az összes trükköt, letaperolhatja Lily melleit. De ha nem, akkor Marshall kacsás nyakkendőjét kell hordania, egy egész éven át.
A vacsora közben aztán döbbenetes dolog történik: Barney szemlátomást képben van azzal kapcsolatban, hogy mi történik egy ilyen étteremben. Felajánlja, hogy lefújja az egészet, ha 30 másodpercig nézheti Lily melleit. Már majdnem belemennek, amikor is Marshall rádöbben, hogy Barney éveken keresztül tudat alatt manipulálta őt: összefüggésbe hozta a tüsszentését azzal, hogy megjöjjön ahhoz a kedvük, hogy vacsorázni menjenek a Shinjitsuba. A lényeg az volt, hogy akkor süthesse el, amikor olyan lehetőség áll fenn, hogy elérhet valamit Marshallnál. Marshall és Lily mindazonáltal úgy gondolják, hogy Barney csak blöfföl, és tartják magukat a fogadáshoz. Csakhogy ekkor Barney megmutatja, hogy titokban leckéket is vett szakácsművészetből, és minden trükköt megcsinál. Amikor az utolsóhoz készülne, amivel megnyerné a fogadást, Lily kétségbeesésében kivillantja a melleit, amivel eltereli Barney figyelmét egy pillanatra – ami elég ahhoz, hogy hibázzon. Így hát nincs más hátra, Barneynak viselnie kell a kacsás nyakkendőt.
A vacsora közben Ted elmeséli, hogy mi történt vele az építészbálon. Hosszasan bocsánatot kért Victoriától, aki elfogadta azt, és már egyáltalán nem mérges. Victoria azt hiszi, hogy ő és Robin még mindig együtt vannak, de Ted megmondja, hogy egy évig jártak, aztán szakítottak. Ekkor pedig azt találja furcsának, hogy ő, Barney és Robin évek óta ugyanabban a társaságban vannak, pedig köztük különös szerelmi háromszög van. Mikor Ted felajánlja, hogy segít mosogatni az este végén, kiderül, hogy Victoria menyasszony, mégpedig egy Klaus nevű férfié – akivel másfél nappal azután jött össze Németországban, hogy Teddel szakítottak. Összevesznek, de aztán visszaemlékeznek, milyen jó is volt, amikor együtt voltak. Amikor Ted megmondja neki, hogy mélységesen megbánta már, hogy szakítottak, csókot váltanak. Ennek ellenére Victoria úgy érzi, hogy még mindig Klaust szereti, ezért elindul hozzá. A barátainak Ted csak ennyit mesélt el, de Jövőbeli Ted szerint volt folytatása is. Ted ugyanis megkérdezte Victoriát, milyennek képzelné a közös életüket, ha együtt maradtak volna. Victoria erre csak annyit válaszol, hogy az elmúlt hat évben az összes kapcsolata tönkrement, és mindez egyvalaki, Robin miatt. Szerinte ő nagyobb szerepet játszik Ted életében, mint amit hajlandó bevallani. Azt is megmondja, hogy nem fog működni, hogy ők hárman (Ted, Barney és Robin) hosszú távon is barátok maradjanak. Jövőbeli Ted elmondja, hogy akkor nem hitt Victoriának, de később kiderült: igaza volt.

## Kontinuitás
- Ezúttal Ted használja Barney egyik frázisát: "Csak.... oké?"
- Ted és Victoria a "Dobpergést kérek" című részben találkoztak, "A közös este" című részben tudtak meg sok mindent egymásról, és a "Cukorfalat" című részben látták egymást utoljára. Szakításukra a "Kettő után semmi jó nem történik" című epizódban került sor.
- Ahogy Stella "A Shelter-sziget" és Don a "Külön ágyak" című epizódban, úgy most Victoria is megjegyzi, hogy bizarr, ha valaki ennyire jóban van az exével.
- Barney a "Rossz hír" és a "Robbanó húsgolyók" című epizódok óta tudottan mestere a hosszan felépített terveknek. Lily melleit már 2001 óta látni szeretné, ahogy az az "Így találkoztam a többiekkel" című részből kiderült.
- Lily ismét a "Te aljas görény!" kifejezést használja.
- Ismét elhangzik a "Bum-bum, bugidi-bum" című dal.
- A "Mosolyt" című epizódban már járt egyszer a banda a Shinjitsuban.
- "A tanú" című epizódban Jövőbeli Ted már utalt a kacsás nyakkendő sztorijára.
- Barney "A hableány-elmélet" című rész óta láthatóan nem tud evőpálcikákkal enni.

## Jövőbeli visszautalások
- Barney a "Katasztrófa elhárítva" című epizódban végül megszabadul a nyakkendőtől, de cserébe 3 pofont kap Marshall a pofogadás keretein belül.
- Victoria és Klaus "A mágus kódexe" című epizódban készülnek összeházasodni, de Ted megszökteti őt a "Farhampton" című epizódban. Ezután össze is jönnek, majd a "Szakítások ősze" című részben ismét szakítanak.

## Érdekességek
- Ez az egyik olyan epizód, amelyet nem Pamela Fryman rendezett.
- Ted hasonlóképpen meséli el találkozását Victoriával, mint ahogy az első alkalommal: akkor is véletlenül látják meg egymást, és a történet során folyamatosan felbukkanó visszaemlékezésekkel fejti ki, mi történt köztük.

## Vendégszereplők
- Ashley Williams – Victoria

## Zene
- Kathryn Williams – Spit On A Stranger